# Edi Semedo
Edi Mauricio Sanches Semedo, noto semplicemente come Edi Semedo (Funchal, 1º giugno 1999), è un calciatore portoghese, attaccante dell'Arīs Limassol.

## Caratteristiche tecniche
È un centravanti.

## Carriera
Cresciuto nel settore giovanile del Benfica, il 17 luglio 2019 è stato acquistato dal Belenenses SAD. Ha esordito in prima squadra il 12 gennaio 2020 disputando l'incontro di Primeira Liga perso 2-0 contro il Gil Vicente. In seguito ha giocato anche nella prima divisione polacca ed in quella cipriota.

## Statistiche
Statistiche aggiornate all'11 giugno 2020.

### Presenze e reti nei club
| Stagione        | Squadra         | Campionato      | Campionato | Campionato | Coppe nazionali | Coppe nazionali | Coppe nazionali | Coppe continentali | Coppe continentali | Coppe continentali | Altre coppe | Altre coppe | Altre coppe | Totale | Totale | Totale |
| Stagione        | Squadra         | Comp            | Pres       | Reti       | Comp            | Pres            | Reti            | Comp               | Pres               | Reti               | Comp        | Pres        | Reti        | Pres   | Reti   |        |
| --------------- | --------------- | --------------- | ---------- | ---------- | --------------- | --------------- | --------------- | ------------------ | ------------------ | ------------------ | ----------- | ----------- | ----------- | ------ | ------ | ------ |
| 2019-2020       | Belenenses SAD  | PL              | 4          | 0          | CP+CdL          | 0               | 0               |                    | -                  | -                  |             | -           | -           | 4      | 0      |        |
| Totale carriera | Totale carriera | Totale carriera | 4          | 0          |                 | 0               | 0               |                    | -                  | -                  |             | -           | -           | 4      | 0      |        |